# Pjotr Nikolajevič Savickij
Pjotr Nikolajevič Savickij (či počeštěně Petr Nikolajevič Savický, rusky Пётр Николаевич Савицкий, někdy pod pseudonymem P. Vostokov, 3. února 1895 v Černihově (dnešní Ukrajina) – 13. dubna 1968 v Praze) byl ruský ekonom, sociolog a geograf. Byl spoluzakladatelem a ideologem tzv. euroasijského hnutí.

## Život
Vystudoval polytechnickou univerzitu v Petrohradě. Za občanské války v Rusku byl bělogvardějský důstojník, člen štábu generála Wrangela. Bojoval proti bolševikům na Krymu.

### V emigraci
V roce 1920 emigroval z Ruska. V roce 1921 společně s Nikolajem Sergejevičem Trubeckým v Sofii spoluzakládal tzv. Euroasijské hnutí. V roce 1922 přesídlil do Prahy, kde přednášel jako docent na Ruské právnické fakultě a ruštinu, a ukrajinštinu na německé univerzitě. V Praze také vedl a úspěšně propagoval euroasijské hnutí, a v letech 1923–1938 byl také hlavním redaktorem Euroasijského vydavatelství (rusky Евроасийское книгоиздательство). V letech 1940–1944 byl ředitelem ruského gymnázia v Praze.
Vědecky se zabýval výzkumem geografické, sociogeografické a historické eurasijské teorie. Společně s lingvistou Romanem Osipovičem Jakobsonem se zabýval filologickými otázkami. Své vědecké výzkumy podřizoval ideologickým schématům. Nakonec se věnoval mimovědecké publicistice.

### Zatčení a odsouzení
Poté, co Rudá armáda dorazila v květnu 1945 do Prahy, byl Savickij, podobně jako mnoho dalších emigrantů, zatčen sovětskou kontrarozvědkou a převezen do SSSR. Tam byl odsouzen k 10 letům v pracovním táboře. Po propuštění se vrátil do Československa, zde mu však roku 1956 byla z politických důvodů zakázána pedagogická činnost.
Po roce 1960 byl znovu komunistickým režimem odsouzen za svou sbírku vlasteneckých básní, které vydal v Paříži pod pseudonymem P. Vostkov. Básně byly psány v ruštině a obsahovaly verše psané v sovětském lágru. Propuštěn byl předčasně v roce 1962 díky intervenci některých významných britských a amerických vědců.
Zemřel v Praze 13. dubna 1968 a byl pochován v pravoslavné části Olšanských hřbitovů.